# Brian Jones
Brian Jones, celým jménem Lewis Brian Hopkin Jones (28. února 1942 Cheltenham – 3. července 1969 Hartfield, East Sussex), byl britský muzikant, zakladatel a původní vedoucí kapely The Rolling Stones. Hrál hlavně na kytaru a foukací harmoniku, ale ovládal i mnoho dalších nástrojů. Pro obohacení zvuku Rolling Stones neváhal použít třeba flétnu, marimbu, dulcimer či sitár. Původně byl lídrem skupiny, postupně ho ale zastínili Mick Jagger a Keith Richards, ze kterých se stala velmi úspěšná autorská dvojice, zatímco Jones talent na skládání písní postrádal. Jeho pozice v kapele také postupně slábla kvůli drogovým a zdravotním problémům a sexuálním skandálům. V červnu 1969 kapelu opustil a pár týdnů nato se za nevyjasněných okolností utopil doma ve vlastním bazénu. V kapele jej nahradil Mick Taylor.

## Život

### Mládí
Narodil se 28. února 1942 v Cheltenhamu v hrabství Gloucestershire. Vyrůstal ve vážené a hudebně založené rodině – jeho matka Louisa byla učitelkou hry na klavír a jeho otec Lewis Jones (povoláním letecký inženýr) hrál na klavír, varhany a vedl pěvecký sbor v místním kostele. Sám Brian hrál na klarinet a ve čtrnácti letech se stal prvním klarinetistou školního orchestru.
Navštěvoval místní školy – od září 1949 do června 1953 základní školu Dean Close School a následně cheltenhamské chlapecké gymnázium.
V roce 1957 uslyšel hudbu Cannonballa Adderleyho, což podnítilo jeho zájem o jazz. Přiměl rodiče, aby mu koupili saxofon, a o dva roky později dostal od rodičů k sedmnáctým narozeninám první akustickou kytaru.
Na jaře roku 1959 Jonesova čtrnáctiletá přítelkyně, cheltenhamská školačka Valerie Corbettová, otěhotněla, načež on opustil školu a odešel z domova. S jinými ženami později (do roku 1964) zplodil další tři nebo čtyři děti, v jednom případě se o tom ani nedozvěděl.

### Založení Rolling Stones
Poté, co odešel z Cheltenhamu do Londýna, spřátelil se s Alexisem Kornerem, budoucím zpěvákem skupiny Manfred Mann Paulem Jonesem, budoucím basistou skupiny Cream Jackem Brucem a dalšími hudebníky, kteří tvořili londýnskou R'n'B scénu, jíž měli Rolling Stones zakrátko začít dominovat. Stal se bluesovým muzikantem, krátce si říkal Elmo Lewis a hrál na slide guitar. V té době stál také u zrodu kapely The Roosters, kterou založil s Paulem Jonesem. (V lednu 1963, kdy už oba tuto kapelu opustili, přijal uvolněné místo kytaristy po Brianovi Eric Clapton.)
V květnu 1962 si Brian Jones dal inzerát do Jazz News, což byl informační bulletin programu klubů v Soho, kde zval muzikanty na zkoušku nově zakládané R&B kapely. První, kdo na tento inzerát zareagoval, byl pianista Ian Stewart řečený „Stu“. Později se k této vznikající kapele přidal také zpěvák Mick Jagger. Mick a jeho spolužák Keith Richards se s Brianem setkali už dříve, a to když ho viděli na koncertě v Ealing Clubu, kde tehdy spolu s Paulem Jonesem hrál v kapele, kterou vedl Alexis Korner. Mick Jagger pak jednou vzal s sebou na zkoušku kytaristu Keitha Richardse. Brian ani Stu neměli nic proti tomu, když se Keith snažil do repertoáru prosazovat songy Chucka Berryho. S tím však zásadně nesouhlasili ortodoxní bluesoví puritáni Geoff Brandford a Brian Knight, kteří později kapelu opustili.
Jméno The Rollin’ Stones (později psáno s -g) si kapela vybrala po tom, co jim zavolal majitel jednoho z londýnských klubů. Ten se samozřejmě ptal na název kapely. Na podlaze tehdy ležela výběrová deska od Muddyho Waterse, první píseň se jmenovala Rollin’ Stone Blues. The Rollin' Stones si odehráli první koncert 12. července 1962 v londýnském klubu Marquee. Složení tehdy bylo Jagger, Richards, Jones, Stewart, na basu hrál Dick Taylor (později skončil u The Pretty Things) a bubeníkem byl Tony Chapman.
Mezi zářím 1962 a zářím 1963 bydleli Jones, Jagger a Richards společně v jednom bytě v Chelsea. Jejich spolubydlícím byl ještě James Phelge. Jeho jméno si vypůjčili pro pseudonym fiktivní autorské dvojice „Nanker–Phelge“ – té připisovali raní Stones autorství svých písní. Jones a Richards tu trávili celé dny trénováním kytarových partů, které odposlouchali ze svých oblíbených bluesových desek, a pilováním svého osobitého kytarového stylu. Mezi jejich oblíbence patřili především Jimmy Reed, Muddy Waters, Willie Dixon a Howlin' Wolf. V této době také Brian Jones naučil hrát Micka Jaggera na foukací harmoniku.
Kapela pořád ještě hledala stálého basáka a bubeníka. Jako nejvhodnější baskytarista se nakonec ukázal Bill Wyman, protože vlastnil zesilovač VOX AC30, a také měl vždy peníze na cigarety (měl totiž na rozdíl od ostatních řádné zaměstnání). Navíc hrál na baskytaru, kterou si sám vyrobil. Na postu bubeníka kapela vystřídala v rychlém sledu Micka Avoryho, Tonyno Chapmana a Carla Littlea, než konečně v lednu 1963 za bicí usedl jazzový bubeník Charlie Watts, tou dobou všeobecně uznávaný jako jeden z nejlepších bubeníků v Londýně. Předtím hrál (mimo jiné) s kapelou Alexise Kornera Blues Incorporated.
Stones tehdy vystupovali v místních bluesových a jazzových klubech. V této době byl Brian Jones nepochybným vedoucím kapely – sháněl koncertní příležitosti a vyjednával honoráře s majiteli klubů. Brian v těchto prvopočátcích kapely hrál na kytaru a harmoniku. Jako kapelník si v té době nechával o pět liber vyšší honorář, což v kapele vyvolávalo napětí.

### Hudební přínos
Příklady slide kytary, kterou nahrál Brian Jones na deskách Rolling Stones: I Wanna Be Your Man (1963), I'm a King Bee (1964, na albu The Rolling Stones), Little Red Rooster (1964), I Can't Be Satisfied (1965, na albu Rolling Stones No. 2), I'm Movin' On (1965, on EP Got Live If You Want It!), Doncha Bother Me (1966, na albu Aftermath) a No Expectations (1968, na albu Beggars Banquet). Brian Jones také hrál doprovodnou kytaru ve stylu Bo Diddleyho I Need You Baby (Mona), užíval kytarový riff v The Last Time; hrál na sitár v Street Fighting Man a Paint It, Black; na varhany v Let's Spend the Night Together, Complicated" a 2000 Man; na marimbu v Under My Thumb, Out Of Time a Yesterday's Papers; na zobcovou flétnu v Ruby Tuesday a All Sold Out; na trumpetu v Child of the Moon; na dulcimer v I Am Waiting a Lady Jane; na cembalo v Lady Jane; na akordeon v Backstreet Girl; na saxofon a hoboj v Dandelion; na mellotron v She's a Rainbow, We Love You, Stray Cat Blues a 2000 Light Years from Home; a v poslední nahrávací session s Rolling Stones na autoharfu  v singlu You Got the Silver.
Brian Jones si také zahrál na harmoniku v mnoha písničkách raných Rolling Stones. Pár příkladů: Stoned (1963), Not Fade Away (1964), I Just Want to Make Love to You, Now I've Got A Witness (1964) (z alba The Rolling Stones), Good Times, Bad Times (1964), 2120 South Michigan Avenue (1964) (z EP Five By Five), The Under Assistant West Coast Promotion Man, One More Try (1965) (z Out Of Our Heads), High and Dry a Goin' Home (1966) (z alba Aftermath), Who's Driving Your Plane? (1966), Cool Calm and Collected, Who's Been Sleeping Here (1967) (z alba Between The Buttons), a Dear Doctor a Prodigal Son (1968) (z Beggars Banquet).
V dřevních dobách Rolling Stones zpíval Brian jeden z vokálů. Opět jen pár příkladů: Come On, I Wanna Be Your Man, I Just Wanna Make Love to You, Walking the Dog, Money (That's What I Want), I'm Alright, You Better Move On a It's All Over Now. Má také na svědomí pískání ve skladbě Walking the Dog. Brian spolu s Keithem Richardsem naposlouchávali desky Jimmyho Reeda a jak sami říkali: „Snažíme se hrát dvě kytary tak, aby to znělo, jako když hrají čtyři nebo pět.” Kytary Jonese a Richardse byly poznávacím znamením zvuku Rolling Stones, přičemž oba hráli jak sólovou, tak doprovodnou kytaru bez jasně vymezených hranic.

### Odcizení a postupný pád
S příchodem manažera Andrewa Oldhama začala pozice Briana Jonese v kapele slábnout. Z role lídra ho postupně začali vytlačovat Mick Jagger a Keith Richards, kteří vytvořili fungující a plodnou autorskou dvojici ve stylu Lennon–McCartney. Sám Oldham prosazoval hlavně Jaggera, ze kterého podle něj vyzařovalo největší charisma, a byl to právě Jagger, který na sebe dokázal strhnout nejvíce pozornosti na pódiu. Brian si také přál, aby kapela hrála hlavně blues, ale manažer Oldham měl jiný názor: chtěl, aby ze Stones byla spíše R&B kapela, kterých v Londýně zatím moc nebylo. Styl a směřování ostatně začalo stále více určovat autorské duo Jagger–Richards.
Jak uvádí Oldham ve své knize Stoned, Brian Jones se vyděloval již od počátku. Už při prvním turné v roce 1963 cestoval odděleně od kapely, ubytovával se v jiných hotelech a soustavně pro sebe žádal vyšší honoráře. Oldham také tvrdí, že Jones byl velmi citlivý, a jako málo produktivní autor cítil, že se kapele odcizuje. Navíc byl zcela zbaven role manažera. Stále byl však závislý na životním stylu kapely, z čehož byl čím dál frustrovanější. Nikdo z jeho spoluhráčů ovšem nečekal, že to s ním půjde tak dolů.
Čím více kapela bohatla a stávala se slavnou, tím více upadal Brian do závislosti na alkoholu a dalších drogách. Často bral LSD, různé pilulky, kouřil marihuanu a soustavně to přeháněl s pitím. To se také podepsalo na jeho duševním zdraví a nepředvídatelných změnách nálad. Kvůli svým zdravotním problémům (astma aj.) si také často pobyl v nemocnici.
Nedaly na sebe dlouho čekat ani problémy se soudy. V květnu 1967 byl Brian Jones zatčen za držení drog, krátce po policejním zátahu u Keitha Richardse v Redlands. Policie našla u Jonese doma marihuanu, kokain a pervitin. Brian se tehdy přiznal ke kouření marihuany, ale zapřel jakékoli užívání tvrdých drog. S ohledem na podobné případy jeho spoluhráčů, davy protestujících před soudní budovou, které žádaly jeho propuštění, nebyl nakonec Brian uvězněn. Vyvázl pouze s podmínkou, pokutou a povinností vyhledat odbornou pomoc.
V červnu 1967 navštívil Monterey Pop Festival spolu se zpěvačkou Nico, se kterou měl krátký vztah. Tady se také potkal s Frankem Zappou a Dennisem Hopperem. Na pódiu také ohlašoval v té době ve Spojených státech ještě neznámou skupinu Jimi Hendrix Experience. Některé recenze festivalu mluvily o Jonesovi jako o „neoficiálním králi festivalu“.
Rostoucí nepřátelství mezi Jonesem a Richardsem umenšovalo Jonesovu roli v kapele. Brianovy nálady se často měnily – chvilku byl starostlivý a laskavý a následující minutu dokázal propuknout v hněv vůči komukoli a čemukoli. Jak vzpomínal Bill Wyman ve své knize Stone Alone: „Znali jsme dva Briany… jeden byl introvertní, stydlivý, citlivý a hluboce zamyšlený. Druhý byl náfuka, který ovšem uměl hrát, na co sáhl, a který neustále vyžadoval uznání okolí… Každé přátelství dokázal dotlačit až na samou hranici únosnosti, kterou pak velmi často překročil.“
Postupem času také ubývalo Brianových hudebních příspěvků kapele. Role kytaristy ho postupně začínala nudit, a tak si vybíral exotické nástroje. Proto také často chyběl na nahrávacích sessions. V té době se Brian přátelil s mnoha jinými umělci, mezi které patřili například Bob Dylan, George Harrison, Paul McCartney, John Lennon, Jimi Hendrix, Noel Redding, Steve Winwood, Eric Burdon a Steve Marriott.
V březnu 1967 ho opustila Anita Pallenberg, se kterou měl vztah dva roky. Když byl v nemocnici během cesty do Maroka, utekla od něho ke Keithu Richardsovi. Vztah mezi Richardsem a Jonesem se tak propadl na samé dno.
Začínalo být čím dál jasnější, že Jonesovo setrvání v kapele visí na vlásku. Zatímco dřív hrál ve spoustě skladeb na množství nástrojů, nyní plnil jen okrajovou roli v pár skladbách. Jeho poslední formální vystoupení bylo v prosinci 1968 v The Rolling Stones Rock and Roll Circus. To byla série koncertů proložená cirkusovými čísly, kterou tehdy Rolling Stones zorganizovali. Film čekal na vydání dlouhých 25 let. Mick Jagger tehdy nebyl spokojený s výkonem kapely. Nebylo se co divit, ve srovnání s jinými kapelami (zahráli si tu Jethro Tull, The Who a Taj Mahal) zněli Stones skutečně „unaveně“. Na DVD není Brian Jones téměř vůbec slyšet, kromě skladeb Jumpin' Jack Flash, Sympathy For The Devil a No Expectations.
V květnu 1969 ještě drobně přispěl při nahrávání dvou písní a zúčastnil se fotografování kapely. 8. června mu však Jagger, Richards a Watts přišli oznámit, že kapela, kterou kdysi založil, bude dál pokračovat bez něj. Bezprostředním důvodem bylo, že americké úřady Jonesovi pro jeho drogové prohřešky odmítly udělit povolení nutné k účasti na plánovaném turné. 9. června Brian vydal oznámení o svém odchodu z Rolling Stones, které působilo dojmem, že odchází dobrovolně. Nahradil ho kytarista Mick Taylor.

## Smrt

### Úmrtí
V noci z 2. na 3. července 1969 Brian utonul doma ve svém bazéně. Stal se tak prvním ze skupiny slavných rockových hudebníků 60. let, kteří zemřeli ve věku 27 let.
Kapela se o Brianově smrti dozvěděla při práci ve studiu s producentem Jimmy Millerem. Šok a lítost vyjádřilo mnoho dalších muzikantských kolegů, např. zpěvák Jim Morrison napsal pro Briana báseň. John Lennon prohlásil, že se Rolling Stones nad Brianovým mrtvým tělem rozpadnou.

### Pitva a vyšetřování
Výsledek pitvy ukázal, že Brian měl v těle několik nelegálních látek a alkohol, to však nevysvětlovalo, jestli se jednalo o sebevraždu, nebo vraždu. Vyšetřování jeho smrti probíhalo s výslechy jeho přítelkyně Anny Wohlin a Franka Thorogooda, architekta, který měl Brianovi navrhnout rekonstrukci jeho domu na farmě Cotchford v obci Hartfield. Spekulace hovořily o vraždě a sama přítelkyně Wohlinová tvrzení několik let věřila. Protože nebyl případ zcela uzavřen, vyšetřování se několik let opakovalo a často označovaným podezřelým byl právě architekt Thorogood, který s Brianem trávil poslední čas. Ten údajně v listopadu 1993 na smrtelné posteli přiznal manažerovi Stones Tomu Keylockovi vinu na Brianově úmrtí. Přesně po třiceti letech detektiv Terry Rawlings vyšetřování opět otevřel a prohlásil nové tvrzení: „Brian Jones byl zavražděn, a to bez jakýchkoliv pochybností. Nasvědčuje tomu množství důkazů, podle nichž je jasné, že čin byl pak velice pečlivě zahlazený.“ Důvodem mohl být finanční konflikt.

### Pohřeb
Pohřeb se konal 10. července 1969 v Brianově rodném Cheltenhamu. Zúčastnili se ho jeho rodiče, přítelkyně Wohlinová i Frank Thorogood. Z Rolling Stones se přišli rozloučit pouze dva členové: baskytarista Bill Wyman a bubeník Charlie Watts. Mick Jagger se svojí přítelkyní Marianne Faithfullovou zaslali květiny, protože byli právě v Austrálii, kde Jagger natáčel hlavní roli kriminálníka Neda Kellyho. Keith Richards se vyjádřil jako „člověk nemilující pohřby“, čímž zdůvodnil svou neúčast.

### Hold
5. července 1969 skupina vzdala Brianovi hold na (již dříve plánovaném) velkém koncertě v londýnském Hyde Parku. Vstup byl zdarma a park zaplnilo asi půl milionu diváků. Se skupinou poprvé vystoupil nový kytarista Mick Taylor. Skupina zahrála písně z raných let a také poprvé některé nové skladby z tehdy chystaného alba Let It Bleed, jehož nahrávání se už Brian účastnil jen minimálně.